# Kungsörs Kommunföretag
Kungsörs Kommunföretag Aktiebolag är ett svenskt förvaltningsbolag som agerar moderbolag för de verksamheter som Kungsörs kommun har valt att driva i aktiebolagsform. Bolaget ägs helt av kommunen.

## Bolag
Källa: 
- Kungsörs Fastighets Aktiebolag
- Kungsörs Kommunteknik Aktiebolag
- Kungsörs Vatten AB